# Азиатская кинопремия (2023)
16-я церемония вручения Азиатской кинопремии (англ. 16th Asian Film Awards) — ежегодная кинопремия, прошедшая 12 марта 2023 года в зале Гонконгского жокей-клуба в Музее дворца в Гонконге. Номинанты были объявлены 6 января 2023 года. На 16-й церемонии были представлены 30 фильмов из 22 регионов и стран, которые получили 81 номинацию. Южнокорейский фильм «Решение уйти» получил 10 номинаций, что стало рекордом, а фильм «Сядь за руль моей машины» — 8 номинаций.
Линь Миньчэнь, малайзийско-китайская певица, актриса и модель, была назначена Послом кинопремии среди молодёжи.
Церемония награждения, ведущими которой были Грэйс Чан и Сэмми Люн, состоялась 12 марта 2023 года. На красной дорожке появились международные актёры и знаменитости из Гонконга. Японский модель и актёр Хироси Абэ получил награды «За выдающиеся достижения в азиатском кино» и «Лучший наряд на красной дорожке». Приз AFA «Следующее поколение» был вручён южнокорейскому актёру и певцу Чжи Чан Уку. Позже Саммо Хун, ветеран гонконгских боевых искусств, был удостоен награды за жизненные достижения, а Тони Люн Чу Вай, гонконгский актёр и певец, получил награду «За вклад в азиатское кино» и премию за лучшую мужскую роль в фильме «Куда дует ветер». Фильм Рюсукэ Хамагучи «Сядь за руль моей машины» был удостоен награды за лучший фильм, а приз за лучшую режиссуру получил Хирокадзу Корээда за фильм «Посредники». Лучшей актрисой была признана Тан Вэй за роль в фильме «Решение уйти».
Церемония транслировалась в прямом эфире на YouTube-канале Академии Азиатской кинопремии.

## События
Академия Азиатской кинопремии проводит выставку, посвящённую 15-летию Азиатской кинопремии, с 5 по 11 марта 2023 года в главном холле торгового центра Ocean Terminal в Харбор-Сити. Это мероприятие является предварительным этапом перед церемонией награждения. 11 марта на выставке выступят тайваньская актриса Вивиан Сун и малазийско-китайский певец, актёр и посол кинопремии среди молодёжи Линь Миньчэнь, которые проведут встречу с поклонниками.
Во время церемонии награждения на сцене выступили японская традиционная танцевальная группа по боевым искусствам 'ORIENTARHYTHM' и талантливая пианистка Ниу Ниу.

### Премия за лучший наряд на красной дорожке
С этого года на церемонии вручается премия «Лучший наряд». Награда включает в себя трофей, разработанный гонконгским продюсером и дизайнером костюмов Ульямом Чангом, и The Sail Melaka X iPANDAS Memorigin Tourbillon Watch. Первым обладателем премии стал Хироси Абэ.
Жюри премии «Лучший наряд» на красной дорожке:
- Хун Ким, директор по дизайну Karl Lagerfeld;
- Уильям Чанг, номинированный на премию «Оскар» и известный арт-директор Гонконга;
- Винни Ван, главный редактор Elle Hong Kong;
- Мишель Рейс, известный художник и соавтор проекта M Sail Tower;
- Дато Леонг Сир Лей, основатель и председатель Sheng Tai International.

## Жюри
- Чжан Имоу  — председатель жюри, кинорежиссёр, продюсер, сценарист, актёр и бывший оператор[14]

## Лауреаты и номинанты
| Фотография | Лучший фильм | Фотография | Лучший режиссёр |
| ---------- | --- | ---------- | --- |
|            | ★ Сядь за руль моей машины - Решение уйти - Сын Кавери: Часть первая - Поэт - Когда исчезнут волны |            | ★ Хирокадзу Корээда — «Посредники» - Рюсукэ Хамагути — «Сядь за руль моей машины» - Пак Чхан Ук — «Решение уйти» - Дережан Омирбаев — «Поэт» - Дэви Чу — «Возвращение в Сеул»                                                                                               |
| Фотография | Лучшая мужская роль | Фотография | Лучшая женская роль |
|            | ★ Тони Люн Чу Вай — «Куда дует ветер» (за роль Нам Конга) - Пак Хэиль — «Решение уйти» (за роль Чан Хэджуна) - Хидэтоси Нисидзима — «Сядь за руль моей машины» (за роль Юсукэ Кафуку) - Рёхэй Судзуки — «Эгоист» (за роль Косукэ) - Чжан И — «Возвращение домой» (за роль Цзун Давэя) - Мохсен Танабанде — «Третья мировая» (за роль Шахиба) |            | ★ Тан Вэй — «Решение уйти» (за роль Сон Сорэ) - Сильвия Чан — «Свет никогда не гаснет» (за роль Мейхын) - Карена Лам — «Американка» (за роль Ванг Лили) - Хэппи Салма — «Раньше, сейчас и потом» (за роль Наны) - Тиэко Байсё — «План 75» (за роль Миси Какутани)           |
| Фотография | Лучшая мужская роль второго плана | Фотография | Лучшая женская роль второго плана |
|            | ★ Хио Миядзава — «Эгоист» (за роль Рюты) - Масаки Окада — «Сядь за руль моей машины» (за роль Кодзи Такацуки Кафуку) - Лим Сиван — «Чрезвычайная ситуация» (за роль Рю Джинсока) - О Гваннок — «Возвращение в Сеул» (за роль биологического отца Фрэдди) - Майкл Хёй — «Куда дует ветер» (за роль Джорджа Ли)                                |            | ★ Ким Соджин — «Чрезвычайная ситуация» (за роль Ким Хиджин) - Сакура Андо — «Некий мужчина» (за роль Риэ Танигути) - Лаура Басуки — «Раньше, сейчас и потом» (за роль Ино) - Инь Тао — «Возвращение домой» (за роль Бай Хуа) - Юми Каваи — «План 75» (за роль Йоко Наримия) |
| Фотография | Лучший новый режиссёр | Фотография | Лучший дебютант |
|            | ★ Джигме Тринле — «Один и четверо» - Макбул Мубарак — «Автобиография» - Саим Садик — «Страна радости» - Тиэ Хаякава — «План 75» - Ким Сэин — «Квартира с двумя женщинами» |            | ★ Мак Пуй Тун — «Спарринг-партнёр» (за роль Ангуса Тонга) - Ли Джиын — «Посредники» (за роль Мун Соён) - Луиз Вон — «Анита» (за роль Аниты Муи) - Ян Энь Ю — «Зажигая звёзды» (за роль У Сяо Вэня) - Пак Чимин — «Возвращение в Сеул» (за роль Фредерик «Фредди» Бенуа)     |
| Фотография | Лучший сценарий | Фотография | Лучший монтаж |
|            | ★ Чон Согён, Пак Чхан Ук — «Решение уйти» - Макбул Мубарак — «Автобиография» - Рюсукэ Хамагути, OE Takamasa — «Сядь за руль моей машины» - Лю Цзянцзян, Ю Мин — «Зажигая звёзды» - Лав Диас — «Когда исчезнут волны» |            | ★ Адзуса Ямадзаки — «Сядь за руль моей машины» - Ким Санбом — «Решение уйти» - А. Срикар Прасад — «Сын Кавери: Часть первая» - Чжу Линь, Вэй Юн, Гао Цюнцзяли — «Зажигая звёзды» - Дуня Сычёва — «Возвращение в Сеул»                                                       |
| Фотография | Лучшая операторская работа | Фотография | Лучший саундтрек |
|            | ★ Ли Сунъе — «Один и четверо» - Батара Гоэмпар — «Раньше, сейчас и потом» - Ким Джиён — «Решение уйти» - Хидехо Урата — «План 75» - Рави Варман — «Сын Кавери: Часть первая» |            | ★ Эико Исибаси — «Сядь за руль моей машины» - Чо Ён-ук — «Решение уйти» - А. Р. Рахман — «Сын Кавери: Часть первая» - Жереми Аркаш, Кристоф Мюссе — «Возвращение в Сеул» - Бахман Гобади, Ведат Йылдырым — «Четыре стены»                                                   |
| Фотография | Лучший дизайн костюмов | Фотография | Лучшая работа художника |
|            | ★ Карен Ип, Dora NG — «Анита» - Рю Хёнмин, О Чонгын — «Пришельцы» - Ретно Ратих Дамаянти — «Раньше, сейчас и потом» - Синодзука Нами — «Эгоист» - Эка Лахани — «Сын Кавери: Часть первая» |            | ★ Рю Сонхи — «Решение уйти» - Вида Сильвия Терезия — «Раньше, сейчас и потом» - Ли Мяо — «Возвращение домой» - Тотта Тарани — «Сын Кавери: Часть первая» - Билл Луи, Эндрю Вонг — «Куда дует ветер»                                                                         |
| Фотография | Лучшие спецэффекты | Фотография | Лучший звук |
|            | ★ Час Чау, Люн Вай Кит, Квок Тай — «Воины будущего» - Чон Сыно — «Пришельцы» - Чжан Фан — «Лунный человек» - В. Шринивас Мохан — «RRR: Рядом ревёт революция» - Ацуки Сато — «Новый Ультрамен» |            | ★ Ту Дучи — «Анита» - Ким Суквон — «Решение уйти» - Номура Мики, Обо Тацуя — «Сядь за руль моей машины» - Винсент Вилла — «Возвращение в Сеул» - Ашвин Раджашекар — «RRR: Рядом ревёт революция»                                                                            |

### Специальные премии
| Фотография | Выдающиеся достижения в кинематографе Азии | Фотография | Жизненные достижения в кинематографе       |
| ---------- | ------------------------------------------ | ---------- | ------------------------------------------ |
|            | ★ Хироси Абэ                               |            | ★ Саммо Хун                                |
| Фотография | Следующее поколение                        | Фотография | Премия за вклад в развитие Азиатского кино |
|            | ★ Чжи Чан Ук                               |            | ★ Тони Люн Чу Вай                          |

## Фильмы с несколькими номинациями
В списке ниже указаны фильмы с несколькими номинациями:
| Количество | Фильмы                     |
| ---------- | -------------------------- |
| 10         | Решение уйти               |
| 8          | Сядь за руль моей машины   |
| 6          | Сын Кавери: Часть первая   |
| 6          | Возвращение в Сеул         |
| 5          | Раньше, сейчас и потом     |
| 3          | Куда дует ветер            |
| 3          | Эгоист                     |
| 3          | Возвращение домой          |
| 3          | План 75                    |
| 3          | Зажигая звёзды             |
| 2          | RRR: Рядом ревёт революция |
| 2          | Автобиография              |
| 2          | Поэт                       |
| 2          | Когда исчезнут волны       |
| 2          | Чрезвычайная ситуация      |
| 2          | Пришельцы                  |